# Нурамініс
Нурамініс (італ. Nuraminis, сард. Nuràminis) — муніципалітет в Італії, у регіоні Сардинія,  провінція Кальярі.
Нурамініс розташований на відстані близько 400 км на південний захід від Рима, 28 км на північ від Кальярі.
Населення — 2581 особа (2014).

## Демографія
Населення за роками:

Станом на 1 січня 2023 року в муніципалітеті офіційно проживали 33 іноземці з 10 країн, серед них 9 громадян країн Євросоюзу та 4 громадяни України.

## Сусідні муніципалітети
- Монастір
- Саматцаі
- Серраманна
- Серренті
- Уссана
- Віллазор